# Єдера-де-Сус
Єдера-де-Сус (рум. Iedera de Sus) — село у повіті Димбовіца в Румунії. Входить до складу комуни Єдера.
Село розташоване на відстані 76 км на північний захід від Бухареста, 18 км на північний схід від Тирговіште, 68 км на південь від Брашова.

## Населення
За даними перепису населення 2002 року у селі проживали 1416 осіб. Рідною мовою 1414 осіб (99,9%) назвали румунську.
Національний склад населення села:
| Національність | Кількість осіб | Відсоток |
| -------------- | -------------- | -------- |
| румуни         | 1233           | 87,1%    |
| цигани         | 182            | 12,9%    |